# Carlos Martínez Shaw
Carlos Martínez Shaw (Sevilla, 17 de juliol de 1943) és un historiador espanyol especialitzat en Història Moderna i acadèmic de la Reial Acadèmia de la Història.

## Biografia
Es va llicenciar en Història per la Universitat de Sevilla el 1967, doctor en Història per la Universitat de Barcelona el 1973, Catedràtic d'Història Moderna des de 1984 en la Universitat de Santander fins a 1986 i de la Universitat de Barcelona des de 1986 a 1994, on va ser professor des de 1967 a 1984. Des de 1994 és Catedràtic d'Història Moderna en la Universitat Nacional d'Educació a Distància de Madrid. Durant 27 anys va estar vinculat a la Universitat de Barcelona, on fou Vicerector (1982-1986) en l'equip del rector Antoni Badia i Margarit. Va presidir el desaparegut Centre d'Estudis d'Història Moderna Pierre Vilar des de 1986 fins a 1994. També és membre del Consell Assessor de la revista d'història L'Avenç.
És un dels principals impulsors de la història marítima de l'Antic Règim a Espanya, influït per les preocupacions temàtiques i metodològiques de l'Escola dels Annales, són interessants les seves recerques sobre el comerç català amb Amèrica durant els segles XVII i XVIII, inspirades en el magisteri de Pierre Vilar, en època anterior a l'autorització de Carles III.
Està vinculat com a redactor o assessor a nombroses revistes d'història i cultura, entre elles Hispania, L'Avenç, Drassana, Revista de Historia Social, Cuadernos de Historia de España (Buenos Aires) i Secuencia (Ciutat de Mèxic). Pertany a la Reial Societat Bascongada d'Amics del País i a la Real Sociedad Económica Matritense de Amigos del País. És redactor de la History of Mankind publicada per la UNESCO. Col·laborador asidu d'El País i El Periódico de Catalunya, en les pàgines del qual s'ocupa de la crítica de llibres d'història moderna i de literatura asiàtica. És expert en la cultura oriental de l'edat moderna.
Ha estat Professor visitant a diverses universitats europees i americanes, destacant l'École des Hautes Études de París (França), Universitat de Tolosa-Joan Jaurés (França), Università degli Studi di Cagliari (Itàlia), Università degli Studi di Sassari (Itàlia), Universitat Nacional de Mar del Plata (Argentina), Universitat Catòlica de Quito (Equador) i Universitat Nacional de Salta (Argentina).
Va rebre el Premi Menéndez Pelayo de l'Institut d'Estudis Catalans i la Creu de l'Orde d'Alfons X el Savi al Mèrit Acadèmic.
Va ser escollit el 30 de març de 2007, acadèmic de nombre de la Reial Acadèmia de la Història, la seva candidatura era l'única que es presentava a la vacant de la Medalla número 32 i havia estat avalada pels acadèmics Manuel Fernández Álvarez, Julio Valdeón Baruque i Hugo O'Donnell y Duque de Estrada, i va prendre possessió l'11 de novembre de 2007. També forma part de l'Academia Nacional de la Historia de la República Argentina i de la Real Academia Hispano Americana de Ciencias, Artes y Letras (Cadis).

## Obres
- El cantón sevillano (Sevilla, 1972)
- Cataluña en la Carrera de Indias, 1680-1756 (Barcelona: Crítica, 1981)
- Spanish Pacific. From Magallanes to Malaspina (Barcelona: Lunwerg, 1988)
- Séville XVIe siècle, de Colom à don Quichotte (París: Autrement, 1992)
- La emigración española a América, 1492-1824 (Oviedo: Archivo de Indianos, 1992)
- El Derecho y el Mar en la España Moderna' (Granada: Universidad de Granada, 1995)
- Historia de Asia en la Edad Moderna (Madrid: Arco/Libros, 1996)
- Europa y los Nuevos Mundos, siglos XV-XVIII (Madrid: Síntesis, 1996)
- La Historia Moderna de Asia (Madrid, 1996)
- El Siglo de las Luces. Las bases intelectuales del reformismo (Madrid, 1996)
- Historia de España (Madrid, 1998, en col·laboració amb José Luis Martín i Javier Tusell)
- El galeón de Manila (Sevilla: Ministerio de Educación Cultura y Deporte, 2000)
- La Ilustración (Madrid, 2001)
- Felipe V (Madrid, 2001)
- Oriente en Palacio (Madrid:El Viso, 2003)
- El sistema atlántico español, siglos XVII-XIX. (Madrid: Marcial Pons, 2004).
- El sistema comercial español del Pacífico (1765-1820). (Madrid, 2007).
- Europa en papel. (Madrid: SECC, 2010).